# Dance Theatre of Harlem
Pour les articles homonymes, voir DTH.
Le Dance Theatre of Harlem (DTH) est une école de danse et une compagnie de ballet américaine située à Harlem, un quartier de New-York, créée en 1968 par Arthur Mitchell, rejoint rapidement par Karel Shook. 
Le DTH est connu comme la première compagnie noire de ballet classique. Atteignant une renommée internationale, il est mis en sommeil par son fondateur en 2004 en raison de difficultés financières, avant d'être relancé en 2012.
Le DTH est également le créateur et animateur d'un programme éducatif, Dancing Through Barriers, qui permet chaque année à plusieurs centaines de personnes issues des minorités de découvrir la danse.

## Histoire

### Débuts
Connue comme la première compagnie noire de danse classique de l'histoire,,  le DTH est fondé par Arthur Mitchell, le premier afro-américain nommé principal dancer d'une grande compagnie de ballet, le New York City Ballet dirigé par George Balanchine, en 1962.  
| Image externe |                                                                      |
|               | George Balanchine et Arthur Mitchell au New York City Ballet en 1963 |

En 1968, profondément choqué par l'assassinat de Martin Luther King survenu dans le cadre du mouvement américain des droits civiques, Mitchell décide de créer une école de danse pour les enfants de Harlem, un quartier pauvre et à la population majoritairement noire dans lequel il a grandi. Karel Shook, professeur et maître de ballet du Het Nationale Ballet, le rejoint peu après. Shook avait été son premier professeur de danse classique dans les années 1950. 

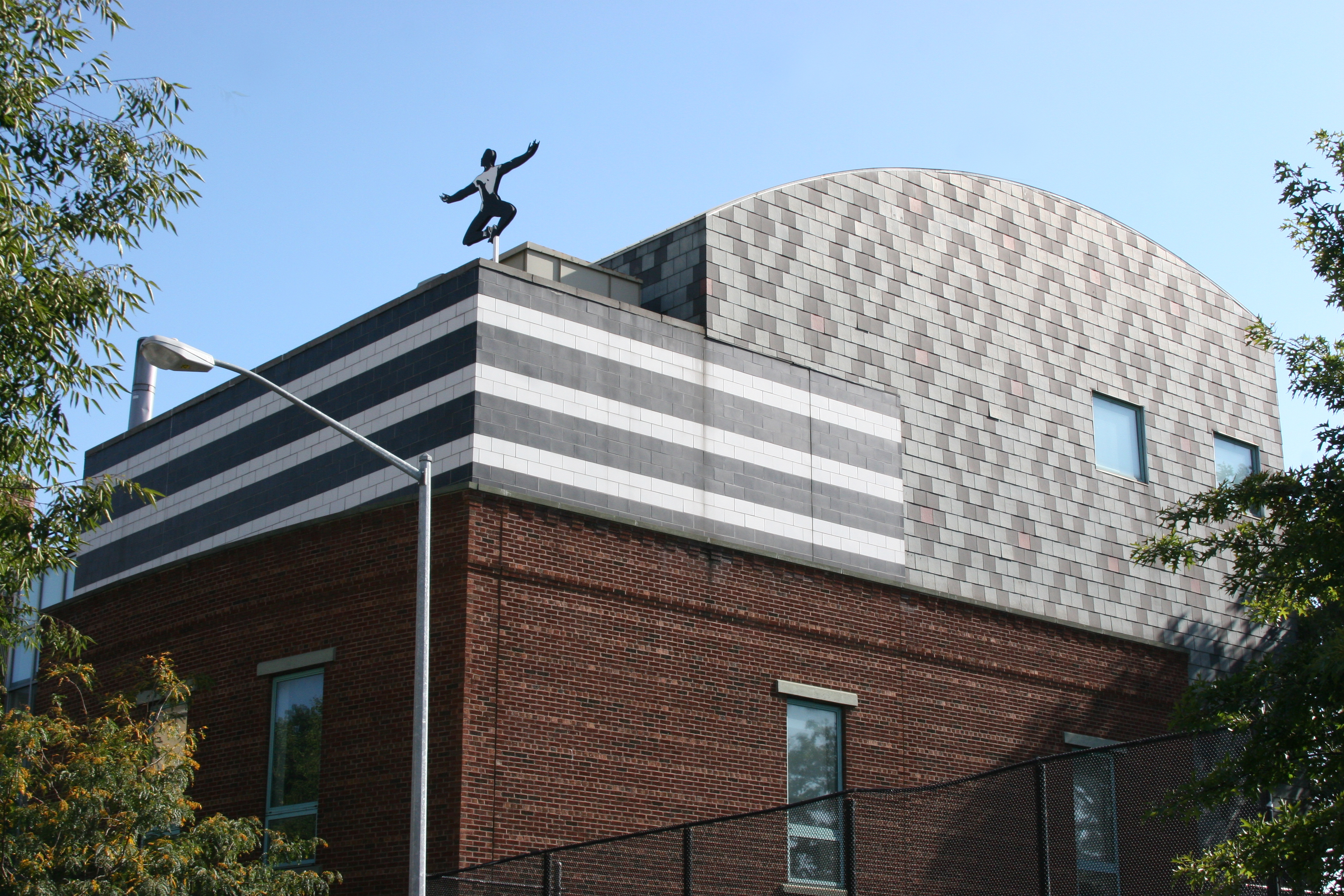
L'ancien garage qui abrite aujourd'hui l'école de dance.

Les cours débutent dans les sous-sols de l'église Church of the Master de Harlem. Mitchell acquiert ensuite un garage désaffecté et y installe l'école, bâtiment dans lequel elle se situe toujours. L'évolution vers une compagnie de danse apparaît rapidement nécessaire pour la financer, au travers de représentations. Suivant l'exemple de son mentor Balanchine, Mitchell construit une compagnie en s'appuyant sur les meilleurs danseurs de l'école.  
Légalement créé en 1969,  le DTH participe à différents événements en 1970, et donne sa première représentation officielle le 8 janvier 1971, au musée Guggenheim de New York, avec trois ballets de chambre chorégraphiés par Mitchell. Durant cette saison inaugurale, le répertoire de la compagnie est complété avec des ballets de Balanchine et Jerome Robbins.

### Une compagnie de réputation internationale

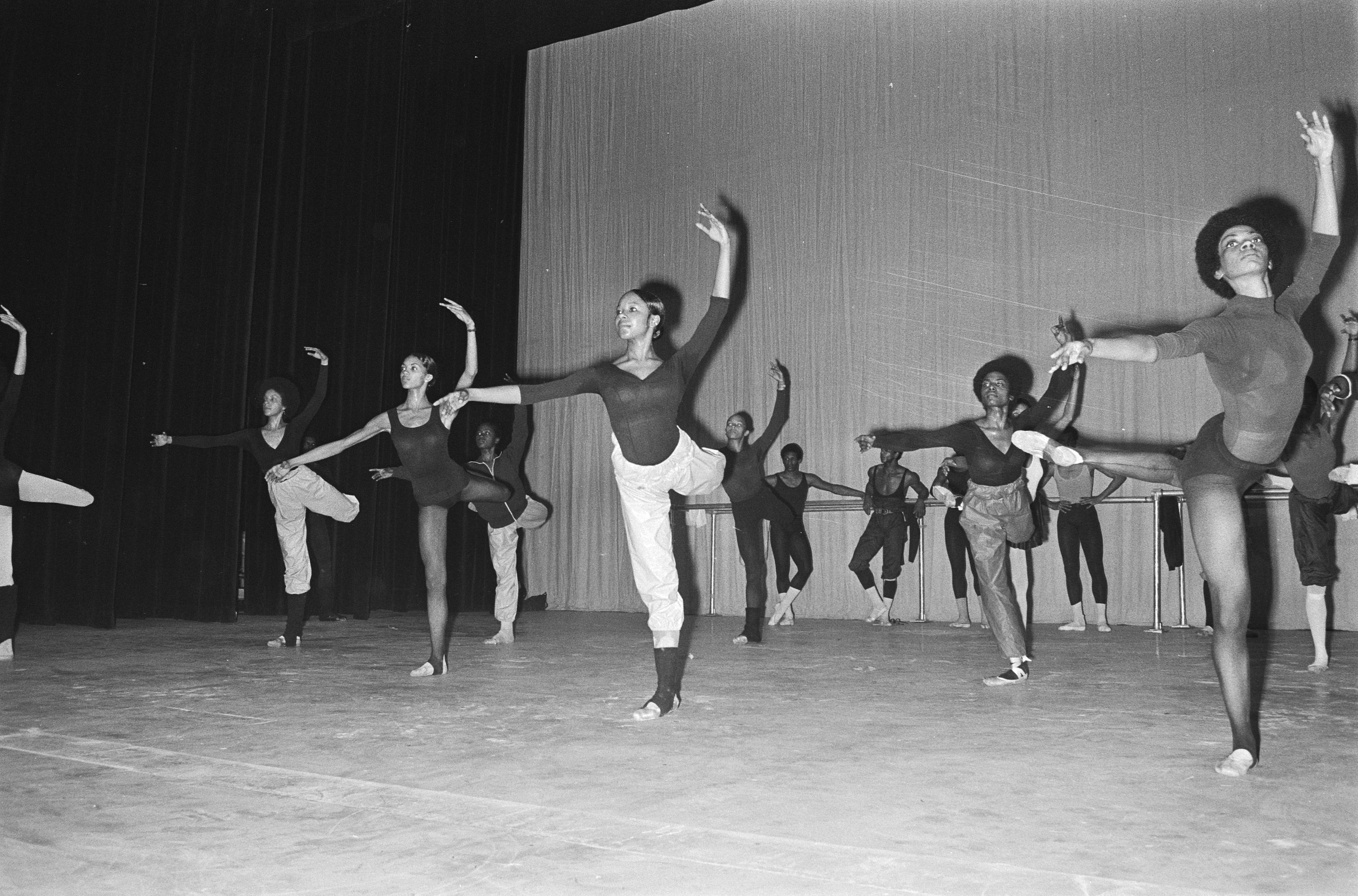
Répétition en 1971.

Le DTH fait ses débuts internationaux au Festival de Spolète en 1971, et réalise une première saison complète en 1974. La même année, la compagnie se produit au Sadler's Wells Theatre à Londres. En 1984, elle produit son ballet le plus célèbre, Creole Giselle, une adaptation de Giselle conçue par Mitchell et chorégraphiée par Frederick Franklin (en) qui transpose l'action dans le Bayou en Lousiane, dans les années 1840. Le ballet est distingué au Royaume-Uni par trois Laurence Olivier Awards. 
À l'exemple de Creole Giselle, le Dance Theatre of Harlem multiplie les prises de position  « esthétiques, politiques et culturelles » : dans une démarche de réappropriation culturelle d'un domaine « réservé » aux personnes blanches, il est par exemple à l'origine de l'utilisation de vêtements correspondant à la couleur de la peau des danseurs. 

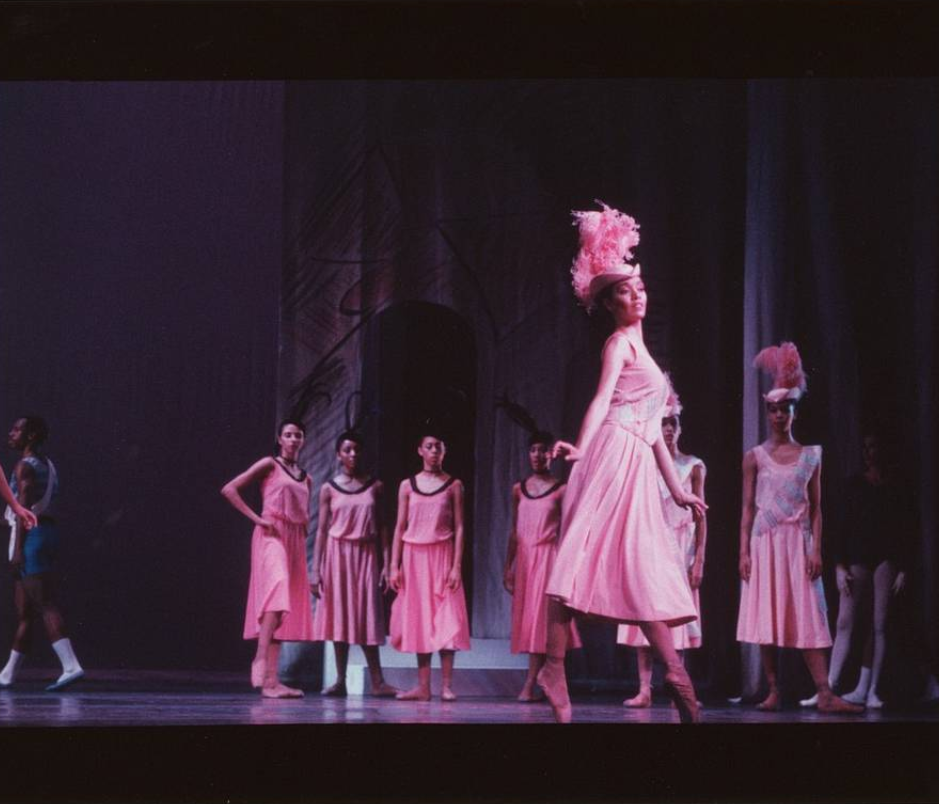
Ballet Les Biches, 1989.

En 1988, le DTH réalise une tournée de cinq semaines en URSS, se produisant à guichets fermés à Moscou, Tbilissi et Leningrad. En 1992, la troupe se produit en Afrique du Sud  à la demande de Nelson Mandela lors d'une tournée intitulée  « Dancing Through Barriers », qui est à l'origine de la création du programme éducatif du même nom. South African Suite est créé en collaboration avec le Soweto String Quartet et devient les années suivantes un classique du répertoire du DTH. 
Une grève des danseurs survient en 1997, lors des négociations pour moderniser leur contrat de travail.  Pour les trente ans de la compagnie en 1999, Mitchell et le DTH font leur entrée au Hall of Fame du Musée national de la danse (en) de Saratoga Springs.
En 2000, le DTH participe aux hommages organisés en l'honneur de George Balanchine. À l'automne, sous l'égide de la secrétaire d'État Madeleine Albright, la compagnie fait une première tournée en Chine, se produisant à Pékin et Shanghaï, cette tournée participant au rapprochement culturel entre les deux pays, après la fin du boycott économique américain envers la Chine. 

### Difficultés financières et renouveau

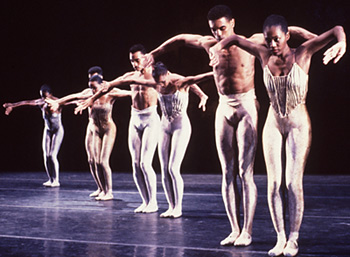
Le ballet Dialogues en 2006.

En 2004, Arthur Mitchell annonce la mise en pause de la compagnie, en raison de difficultés financières provoquées par le coût de St. Louis Woman, un ballet chorégraphié par Michael Smuin (en) :  la troupe de quarante-quatre danseurs est dissoute pour faire face à un déficit de 2,5 millions de dollars. En 2006, le DTH est reçu à la Maison Blanche par George W. Bush. De 2009 à 2012, le Dance Theatre of Harlem Ensemble, un groupe issu de l'école du DTH, se produit aux États-Unis et à l'étranger avec le soutien du programme Dance For America[réf. nécessaire].
En 2009, l'exposition Dance Theatre of Harlem: 40 Years of Firsts est inaugurée à la New York Public Library pour célébrer les quarante ans de la compagnie. Elle tourne ensuite à travers les États-Unis, avec comme point de départ un colloque organisé à Los Angeles. 
En 2009, Virginia Johnson, une ancienne ballerine de la compagnie qui  interprétait le rôle de Giselle en 1984 est nommée directrice artistique, Arthur Mitchell devenant directeur artistique d'honneur. Johnson met fin à la pause de huit années du DTH en 2012, relançant l'intégralité de ses activités. S'appuyant sur un groupe de dix-huit danseurs, la compagnie poursuit sa démarche originelle de diversité et inclusion, avec en 2018 un répertoire très varié d'œuvres classiques, néo-classiques et contemporaines de Balanchine, Geoffrey Holder, Robert Garland (en), Darrell Grand Moultrie (un chorégraphe né à Harlem), Marius Petipa, Christopher Wheeldon et Dianne McIntyre (en).
À la mort de son fondateur Arthur Mitchell en 2018, l'école du DTH compte trois cents élèves. Robert Garland est nommé directeur artistique du DTH en 2023 à la suite de Virginia Johnson.

## Actions éducatives

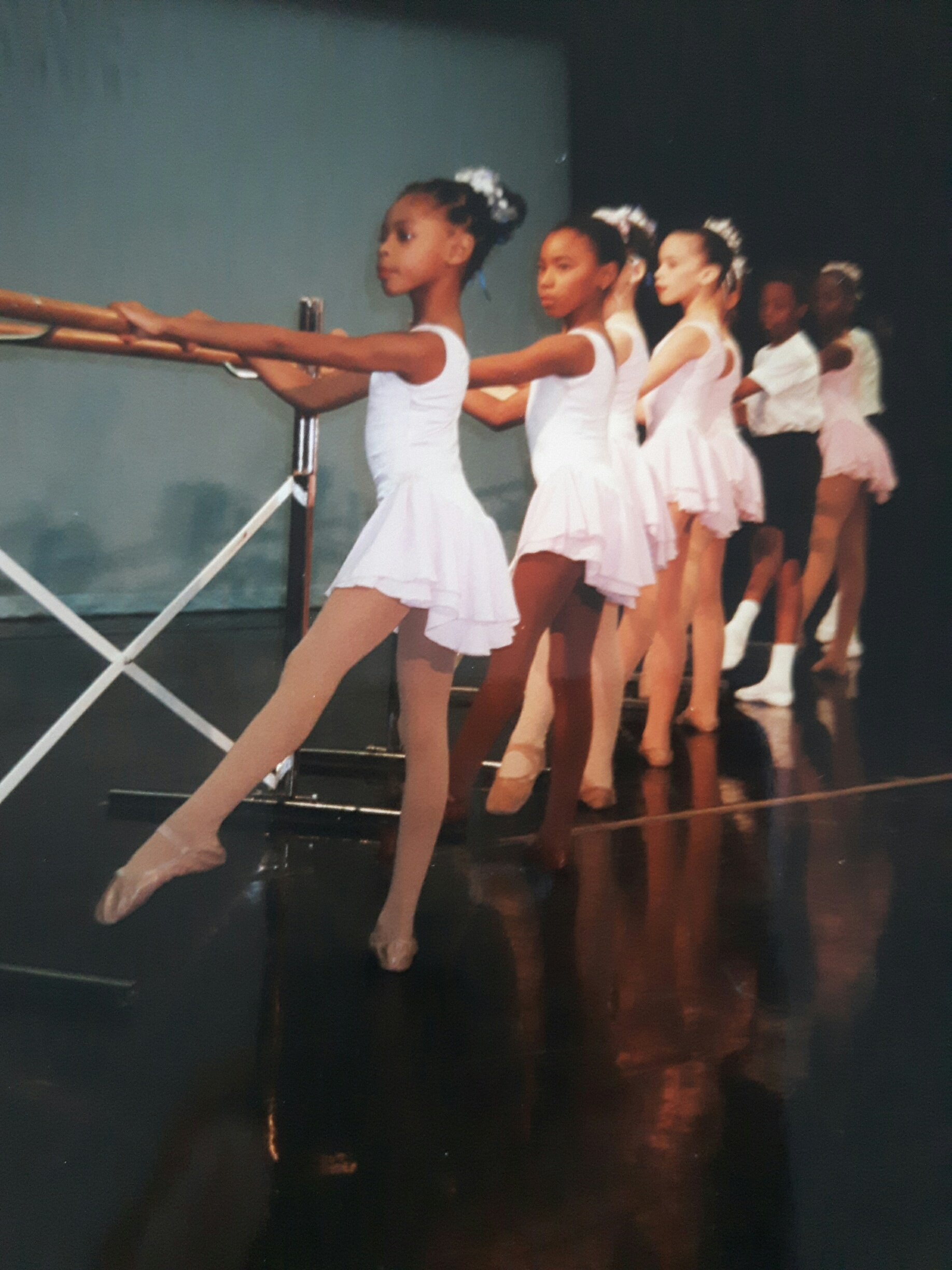
Élèves du DTH (1998).

En plus de son école à New York, le DTH accueille des centaines de jeunes personnes chaque année dans le cadre de son programme Dancing Through Barriers, ouvert à toute personne voulant étudier la danse. Le programme se déplace dans tous les États-Unis, intégrant des élèves de la maternelle à l'université, mais aussi des adultes. Lors de la mise en pause du DTH en 2004, Dancing Through Barriers est le seul élément de l'institution à continuer à fonctionner, grâce à des dons.  
La compagnie dispose également d'une résidence au John F. Kennedy Center for the Performing Arts de Washington, pour des danseurs âgés de huit à dix-huit ans. Ouverte aux garçons et filles d'un niveau débutant à confirmé, elle donne lieu chaque année à une représentation dans la salle de concert du Kennedy Center.  

## Membres célèbres

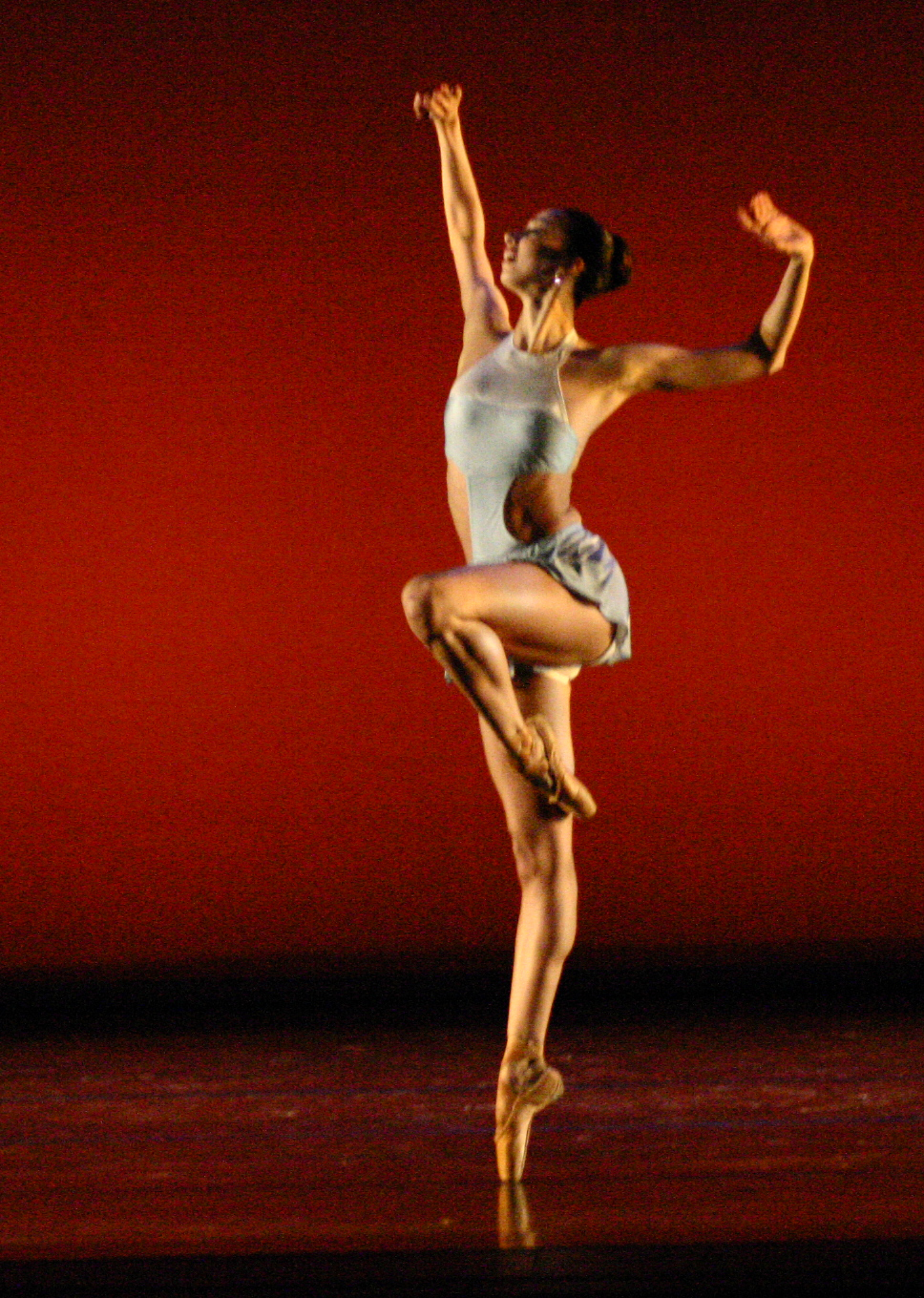
Alicia Graf dans Return (2011).

- Karen KB Brown (en)
- Fredrick Davis (en)
- Michaela DePrince
- Chyrstyn Fentroy (en)
- Alicia Graf Mack (en)
- Alicia Holloway (en)
- Virginia Johnson
- Stephanie Dabney (en)
- Robert Garland (en)
- Melanie Person (en)
- Ingrid Silva
- Llanchie Stevenson (en)
- Mel Tomlinson (en)
- Rasta Thomas
- Eric Underwood (en)